# Walker, Ranger de Texas
Walker, Ranger de Texas (en inglés: Walker, Texas Ranger) es una serie de televisión estadounidense de 203 episodios de 45 minutos, creada por Christopher Canaan, Leslie Greif, Paul Haggis y Albert S. Ruddy y emitida entre el 21 de abril de 1993 y el 19 de mayo de 2001 en la cadena CBS. Un reinicio estadounidense, titulado Walker y protagonizado por Jared Padalecki, se estrenó en The CW en enero de 2021.
A España la serie llegó el 4 de septiembre de 1995. El episodio piloto lo emitió Antena 3 en horario de "prime time" y seguidamente, Tele5 emitió el segundo episodio. La cadena de Mediaset fue la que emitió la serie hasta que finalizó en 2001, primero por las noches emitiendo dos episodios por semana y a partir de 1997 sólo los sábados al mediodía. En 2001 y hasta el año 2005, Tele5 repuso la serie los sábados y domingos al mediodía. Posteriormente la serie se ha emitido en otras cadenas como Canal 9 (Valencia) o 8tv (Cataluña). En Argentina se emitió por Canal 13 en 1999-2001 y en Canal 9 en 2007-2014 Actualmente se transmite en Ecuador de Lunes a Domingo por Oromar Televisión.

## Argumento
El ranger Cordell Walker (Chuck Norris) es un experto en artes marciales, defensor de la justicia y exluchador de la guerra de Vietnam que combate los delitos de la ciudad de Dallas. Le acompañan, inicialmente, el antiguo futbolista americano de Baltimore Jimmy Trivette (Clarence Gilyard), el antiguo ranger C.D. Parker (Noble Willingham) y la asistente del fiscal Alex Cahill (Sheree J. Wilson), quien a lo largo de la serie se convierte en su pareja. Luego se suman los rangers Francis Gage (Judson Mills) y Sidney Cooke (Nia Peeples).

## Reparto
| Actor                    | Personaje                | Notas                          |
| ------------------------ | ------------------------ | ------------------------------ |
| Chuck Norris             | Cordell Walker           |                                |
| Clarence Gilyard         | Jimmy Trivette           |                                |
| Sheree J. Wilson         | Alex Cahill              |                                |
| Gailard Sartain          | C.D. Parker              | Episodio Piloto                |
| Noble Willingham         | C.D. Parker              | Temporadas 1-8                 |
| Floyd Red Crow Westerman | Raymond "Ray" Firewalker | Episodio Piloto y temporadas 1 |
| Apesanahkwat             | Raymond "Ray" Firewalker | Temporada 2 como invitado      |
| Jimmy Wlcek              | Trent Malloy             |                                |
| Marco Sanchez            | Carlos Sandoval          |                                |
| Judson Mills             | Francis Gage             |                                |
| Nia Peeples              | Sydney Cooke             |                                |